# Hubble V
Se denomina Hubble V a una nebulosa en la vecina galaxia de Barnard (NGC 6822) situada a 1,63 millones de años luz en la constelación de Sagitario. Descubierta con el telescopio espacial Hubble en 2005, Hubble V aparece como una nube de gas resplandeciente con un diámetro aproximado de 200 años luz.
La capacidad de resolución del Hubble y su sensibilidad a la luz ultravioleta revela una densa acumulación de docenas de estrellas muy calientes en la nebulosa, cada una de ellas con una masa de unas 20 veces la masa solar y una luminosidad de 100 000 veces la del Sol. Estas jóvenes estrellas de apenas 4 millones de años de edad están demasiado distantes y cercanas entre sí como para que se las pueda distinguir individualmente con los telescopios con base en tierra. Además, estas estrellas masivas pierden una cantidad significativa de masa por vientos estelares que viajan a velocidades supersónicas. Estos vientos, que se estrellan en la nube de gas circundante, se piensa que juegan un papel fundamental en la formación de estrellas de menor masa.
Aunque Hubble V y la análoga Hubble X (ambas en NGC 6822) lucen extraordinariamente parecidas a la cercana nebulosa de Orión en nuestra propia Vía Láctea, son mucho más grandes y brillantes. En definitiva, esta nebulosa permite tener una nueva perspectiva del feroz nacimiento de estrellas, un fenómeno que pudo haber sido típico en el universo primitivo.